# 他動詞
他動詞（たどうし、英: transitive verb）とは、典型的には、その節の中で目的語をとり、主語から目的語に向かう（あるいは及ぶ）動作を表す動詞。自動詞との関係も含めて、他動詞に関する言語現象一般を他動性 (transitivity) という（角田／Tsunoda 1991, 1999）。Hopper & Thompson (1980) は他動詞文と自動詞文は峻別できず、連続体をなすことを指摘した。
他動詞のうち、項が主語のほかに二つの目的語として現れるものを、特に二重他動詞（または複他動詞）と呼ぶことがある。他動詞の項が二つの場合、言語類型論的に重要な格の配列型があり、一つは対格型と呼ばれ、他動詞の格配列は＜主格、対格＞、そしてもう一つは能格型とよばれ、他動詞の格配列は＜絶対格、能格＞である（この違いは自動詞の格で顕在化する）。動詞が繋辞（けいじ、コピュラ）である場合に項が二つ現れる場合があるが、繋辞とともに現れる第二要素を述部を構成するもの（主格補語）とみなして、他動詞には含めない。
また受動態は能動態の目的語を主語に取る以上、他動詞にのみ取れる態である（日本語などに見られる特殊な受動態を除く）。
ただし、たとえば英語で、自動詞（形式上の目的語が取れず、それ自体では受動態になれない）としての"look"は、特定の前置詞"at"と組み合わせて"look at"の形で用いられることが多い。この場合には"at＋名詞句"の形が前置詞句としてまとめられるのでなく（この形では意味が定まらない）、"look at"がひと塊りの動詞句（句動詞）として扱われ（「を見る」という独自の意味が定まる）、"be looked at"という形の受動態が作られる。つまり"look at"が他動詞として扱われる。英語にはこのように他動詞として扱われる動詞句が多数ある。

## 意味
|                                        | 高い                   | 低い         |
| -------------------------------------- | ---------------------- | ------------ |
| Participants（参加者）                 | 2人以上： 動作主と対象 | 1人          |
| Kinesis（動作様態、動き）              | 動作                   | 非動作       |
| Aspect（アスペクト）                   | 動作限界あり           | 動作限界なし |
| Punctuality（瞬間性）                  | 瞬間                   | 非瞬間       |
| Volitionality（意図性、意志性）        | 意図的                 | 非意図的     |
| Affirmation（肯定）                    | 肯定                   | 否定         |
| Mode（現実性）                         | 現実                   | 非現実       |
| Agency（動作能力、動作主性）           | 高い                   | 低い         |
| Affectedness of O （被動作性、受影性） | 全体的に影響           | 部分的に影響 |
| Individuation of O （対象の個体性）    | 高い                   | 低い         |

Hopper & Thompson (1980) によれば、他動性は表で示した10の意味特徴を持ち、それぞれの特徴から他動性の高低が分かる。他動性の高い特徴が見られる動詞ほど他動詞らしく、逆ならば自動詞に近づく。
これらの意味特徴については後に様々な検討がなされた。例えば「被動作性」について言うと、角田／Tsunoda (1991, 1999) の考えでは、動作が対象に及ぶかどうかのみならず対象が変化するかが重要であるとされた。
a. 太郎 が 箱 を 壊した。
b. 太郎 が 箱 に 触った。
対格「を」が使われている a の文では、太郎の動作が箱に及び箱が壊れるという変化が起こった。一方与格「に」が用いられている b では、動作は箱に及んだが箱が変化したかどうかは分からない。このように日本語では動作が対象に及び、かつ変化する場合に対格が用いられる（すなわち、動詞は他動詞である）。
また、これらの意味特徴のうちの1つが高くても、他の意味特徴も高いとは限らない。
c. I hit him. （私は彼を殴った／彼にぶつかった）
d. I hit at him. （私は彼に殴りかかった）
c の hit は対格の代名詞を取っているので他動詞であるが、「ぶつかった」という意味の場合、意図的な行為でなくても言える文である（意図性が低くてもよい）。d は意図的な動作であるが、彼に命中しなくても言うことができる文である（つまり、被動作性が低くてもよい）。このように、英語では「意図性」と「被動作性」が食い違う場合、被動作性が高ければ他動詞になるが、意図性が高くても必ずしも他動詞にはならない。
これは、マラーティー語では逆になる（パルデシ 2007）。
| e. | Raam-ne                        | muddaam | kap       | phoḍ-l-aa. |
|    | ラム-erg                       | わざと  | コップ(m) | 割る-pfr-m |
|    | 「ラムはわざとコップを割った」 |         |           |            |
| f. | Raam-caa-haat-un                 | nakaḷat  | kap       | phuṭ-l-aa.   |
|    | ラム-gen-手-から                 | うっかり | コップ(m) | 割れる-pfr-m |
|    | 「ラムはうっかりコップを割った」 |          |           |              |
e の文は意図的な行為を表しており、他動詞が用いられている。一方 f の文ではわざとではない行為を表しており、自動詞が用いられている。

## 形態と統語
| 類         | 1                | 2                  | 3         | 4                         | 5                       | 6                       | 7                                  |
| 意味       | 直接影響         | 知覚               | 追求      | 知識                      | 感情                    | 関係                    | 能力                               |
| 例         | 殺す 壊す 温める | 見る 聞く 見つける | 探す 待つ | 知る 分かる 覚える 忘れる | 愛する 嫌う 怒る 恐れる | 持つ ある 似る 対応する | できる 得意 capable (of) good (at) |
| 日本語の格 | ガ＋ヲ→          | ガ＋ヲ→            | ガ＋ヲ→   | ガ＋ヲ→                   | ガ＋ヲ→                 | ガ＋ヲ→                 |                                    |
| 日本語の格 |                  |                    | ←ニ＋ガ   |                           |                         |                         |                                    |

他動性は以下のような形態論や統語論の諸側面に反映する（角田 2007）。
- 他動性が高い動詞の項は2つ以上である。
- 他動性が高い現象ほど動詞で表される。低いものは形容詞で表されやすい。
- 他動性が高いほど主格＋対格／絶対格＋能格になりやすい。低ければ与格＋主格／絶対格などの構文が現れやすい。
- 他動性が高いほど、受動態・逆受動態・再帰態・相互態などの文が作りやすい。低いと作りにくい。
- ロシア語では、他動性が高いものは完了／不完了の相（アスペクト）の区別を持つが、低いものは不完了だけを持つ傾向がある。
- ワロゴ語の動詞の活用は他動性の高低によって異なる種類が存在する。
- ヨーロッパ標準言語の多くに見られる完了形の助動詞の選択は、他動性が高いほど have 系統をとり、低いものでは be 系統が存在する。

角田 (1991) がまとめた二項述語階層によると、これらの特徴は被動作性の高低によって並べることが出来る。